# Spierse linie

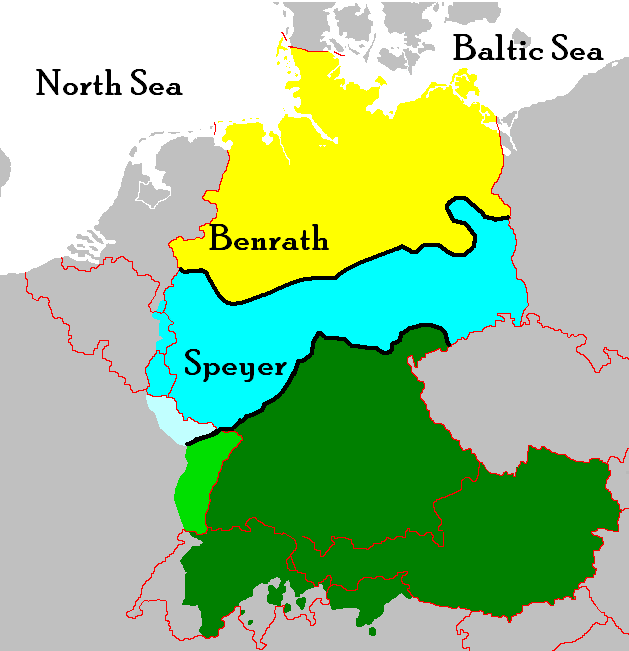
Het Hoogduits omvat het Opperduits (donkergroen) en het Middelduits (blauw), en onderscheidt zich van het Nederduits (geel). De zwarte lijnen geven de belangrijkste isoglossen weer, de bovenste de Benrather linie en de onderste de Spierse linie.

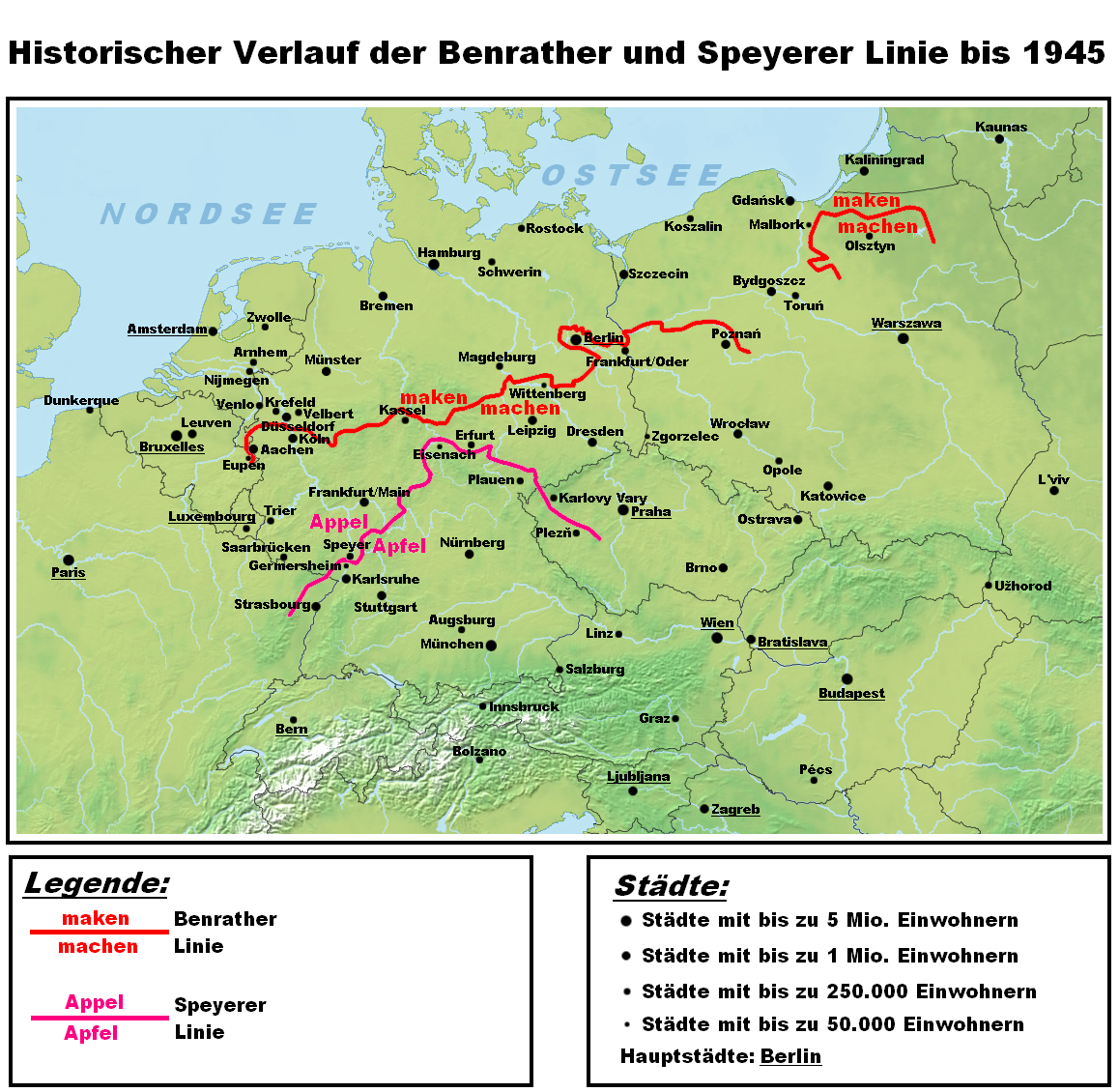
Kaart van de Benrather en de Spierse linie

De Spierse linie of Main-linie (Duits: Speyerer Linie) is de appel/Apfel-isoglosse binnen het West-Germaanse dialectcontinuüm. Zij geldt als de zuidelijke grenslijn van het Middelduitse taalgebied, dat in het noorden door de Benrather linie wordt begrensd. De Spierse linie is genoemd naar Spiers, de historische Nederlandse naam voor de Duitse plaats Speyer, en loopt zeer globaal via de lijn Speyer-Karlsruhe-Heidelberg-Eisenach-Erfurt.
Deze isoglosse is veel minder ingrijpend dan de Benrather linie. Ze wordt wel Main-linie genoemd omdat ze ruwweg de loop van de rivier de Main volgt. In Duitsland wordt deze linie ook wel aangeduid als Weißwurstäquator, de lijn ten zuiden waarvan witte worst populair is (zoals met name in Beieren). Tussen de Main-linie en Benrather linie wordt Middelduits gesproken, ten zuiden ervan, in Beieren en Oostenrijk, is Opperduits dominant. Beide varianten (Middel- en Hoogduits) hebben de tweede Germaanse klankverschuiving ondergaan (bijv. ik → ich, eten → essen). Het Middelduits heeft echter sommige verschuivingen niet gevolgd die in het Opperduits wel voltrokken zijn (bijv. Appel → Apfel).
De Oost- en Zuid-Frankische dialecten ten zuiden van de Main-linie (Opperduits) hebben deze tweede Germaanse klankverschuiving in die mate voltrokken waarin ze ook in de moderne Duitse standaardtaal te constateren is. Weliswaar ontbreekt hier nog de verschuiving van k naar (k)ch in het begin van een woord. Deze complete verschuiving gebeurt alleen aan de zuidrand van het Duitse taalgebied, in het Hoogalemannisch (Zwitserland) en het Tirools, waar men Kchind of Chind zegt in plaats van Kind. 

## Periferie van het Duits
Zoals de bovenstaande kaart aangeeft, behoren diverse dialecten in de grensgebieden ten westen van de Duitse grens respectievelijk tot het Middelduits (het Ripuarisch in Nederland en België, het Duitse taalgebied in Oost-België, het Luxemburgs en het Lotharings in Frankrijk), en tot het Opperduits (het Elzassisch in Frankrijk). Deze gebieden horen tot de westelijke periferie van het Duits. Daarnaast kan tot de westelijke periferie van het Nederduits gerekend worden het Nedersaksisch in Nederland; vergelijk de periferie van het Nederlands.